# Marinus Werger
Marinus Johannes Antonius Werger (* 3. Mai 1944 in Enschede), manchmal auch als Marinus J. A. Werger zitiert, ist ein niederländischer Botaniker. 

## Leben
Werger begann nach dem Abschluss der Hogereburgerschool in Enschede im September 1961 ein Biologiestudium an der Universität Utrecht, das er im März 1965 als Candidatus magisterii abschloss. Von September 1965 bis April 1966 studierte er Evolutionsgenetik an der Reichsuniversität Groningen. Im April 1966 kehrte Werger nach Utrecht zurück, um Geomorphologie zu studieren und sich auf Vegetationskunde und Phytogeographie zu spezialisieren. Im Dezember 1968 wurde er als wissenschaftlicher Mitarbeiter an das Botanical Research Institute in Pretoria, Südafrika, berufen.
1973 wurde Werger mit der Dissertation Phytosociology of the upper Orange River valley, South Africa: a syntaxonomical and synecological study in Mathematik und Naturwissenschaften an der Radboud-Universität Nijmegen zum Doktor promoviert. 1974 wurde er Dozent an der Universität Utrecht, wo er am 1. Januar 1980 zum Professor für botanische Ökologie und Vegetationskunde ernannt wurde. 2009 ging er in den Ruhestand.
Marinus Werger war einige Monate lang Gastprofessor an verschiedenen internationalen Universitäten und ist seit 1985 Honorarprofessor an der Universität Südwestchinas in Beibei, Chongqing, Volksrepublik China. Er baute eine intensive Zusammenarbeit mit dieser Universität und mit der Chinesischen Akademie der Wissenschaften sowie mit dem Forstwissenschaftlichen Institut (FSIV) in Hanoi, Vietnam, auf. Werger war mitverantwortlich für langfristige Forschungsprojekte in tropischen Wäldern in Guyana und Bolivien. Er unterhielt zahlreiche wissenschaftliche Kontakte und arbeitete intensiv mit einer Reihe von internationalen Wissenschaftlern zusammen.
Werger war Herausgeber mehrerer internationaler Fachzeitschriften für Pflanzenökologie und Vegetationsökologie und Initiator und Herausgeber von Buchreihen zur Pflanzenökologie, die von den wissenschaftlichen Verlagen Dr. W. Junk, Kluwer und Springer veröffentlicht wurden.
1978 war Werger Herausgeber des zweibändigen Werks Biogeography and Ecology of Southern Africa und 2012 der Monografie Eurasian steppes: ecological problems and livelihoods in a changing world. 
2016 übernahm die Universitätsbibliothek in Utrecht sein Archiv.
Werger ist seit 1987 Mitglied der Königlich Niederländischen Akademie der Wissenschaften.